# Hemeroblemma junonius
Hemeroblemma junonius är en fjärilsart som beskrevs av Perty 1833. Hemeroblemma junonius ingår i släktet Hemeroblemma och familjen nattflyn. Inga underarter finns listade i Catalogue of Life.